# Ritz (biograf)

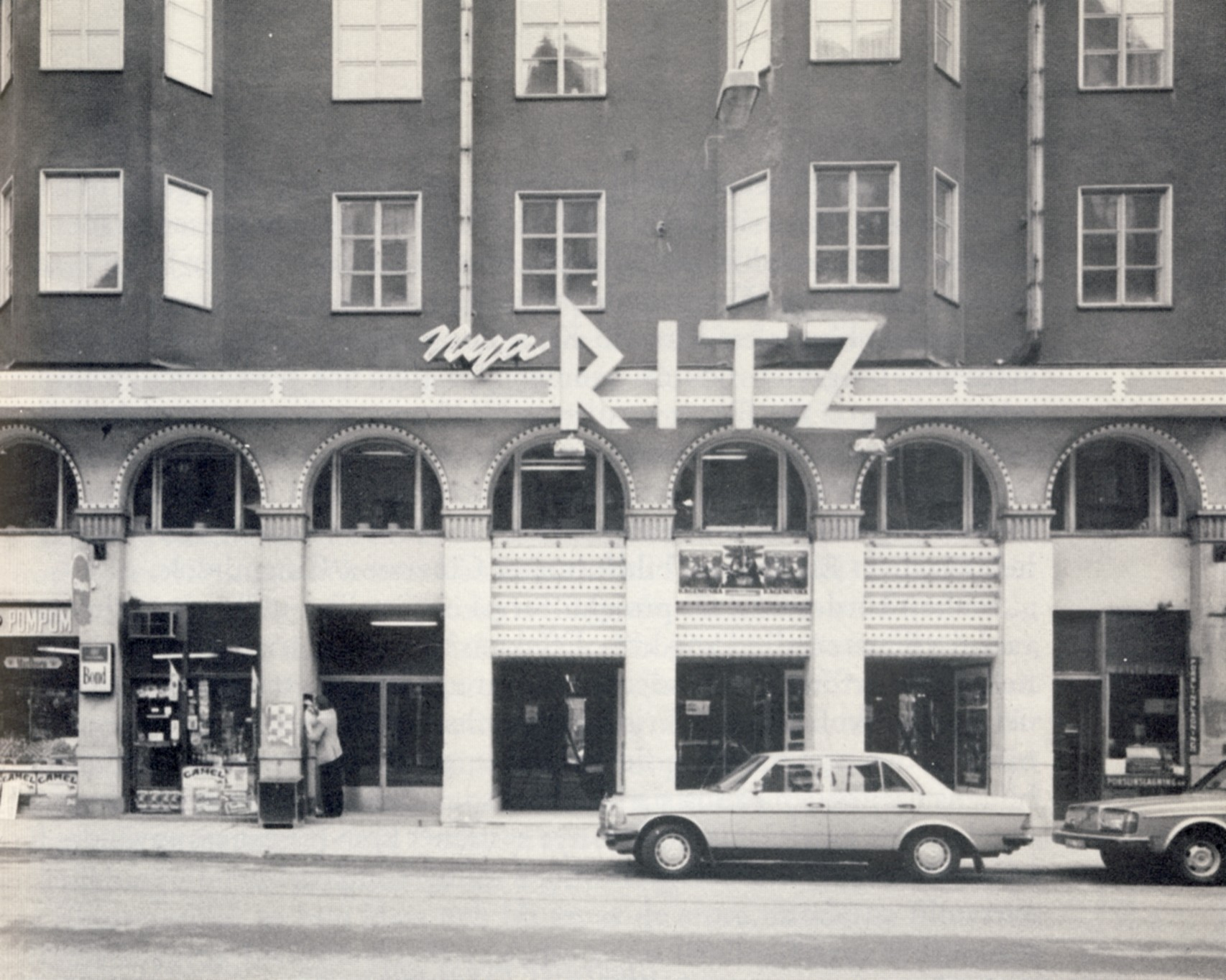
Nya Ritz på Kungsholmen

Ritz var en biograf vid Kungsholmsgatan 21 på Kungsholmen i Stockholm. Biografen öppnade som Vidi 1929 och stängde som Nya Ritz 1983.
Vidi öppnade 23 september 1929 och drevs av till en början av filmfotografen Henrik Jaenzon. Biografen hade uppförts på initiativ av byggmästaren och biografägaren John A. Bergendahl. Salongen inrymde 608 platser, varav 130 låg på balkongen. 
År 1930 övertogs Vidi av norrmannen Odd Biörnstad som var i färd med att bygga upp Ri-Teatrarna. Biografen byggdes om och fick namnet Ritz, passande till Biörnstads biografnamn börjande på Ri. Den blev efter Rialto Biörnstads andra Ri-biograf. Salongen renoverades 1938 och 1944. Fram till 1957 var Ritz en utpräglad stadsdelsbiograf för östra Kungsholmen. För att kunna möta upp mot hotet från den nya televisionen, satsade Ritz' ägare på ny filmvisnings- och ljudteknik. 6 april 1959 blev Ritz först i Sverige att visa 70 mm Todd-AO. Som galapremiärfilm visades South Pacific. Namnet Nya Ritz fick dock biografen i slutet av januari 1958 när biografen byggts om för att kunna visa Jorden runt på 80 dagar, dock inte i 70 mm format.
På hösten 1983 övertogs Ri-teatrarna av Europafilm som lade ner Nya Ritz. Därefter blev den före detta biografen  Jehovas vittnens Rikets sal för att sedan tas över av Svenska Filmbolaget som hade sin studio Engelsberg Studios i dessa lokaler. Idag nyttjar digitalbyrån Creuna dessa lokaler som kontor.